# Lutjanus fuscescens
Lutjanus fuscescens là một loài cá nước ngọt thuộc chi Lutjanus trong họ Cá hồng. Loài này được mô tả lần đầu tiên vào năm 1830.

## Từ nguyên
Tính từ định danh fuscescens trong tiếng Latinh có nghĩa là "sẫm màu", hàm ý có lẽ đề cập đến phần lưng có màu sẫm hơn hai bên thân ở loài cá này.

## Phạm vi phân bố và môi trường sống
L. fuscescens được ghi nhận tại Trung Quốc, Philippines, Indonesia, New Guinea và quần đảo Solomon. L. fuscescens cũng được ghi nhận tại Việt Nam và Nouvelle-Calédonie.
L. fuscescens, cùng Lutjanus maxweberi, là hai loài cá hồng chỉ sống trong môi trường nước ngọt và nước lợ, không được ghi nhận từ môi trường nước mặn hoàn toàn.

## Mô tả
Chiều dài cơ thể lớn nhất được ghi nhận ở L. fuscescens là 40 cm. Cá có màu nâu xám hoặc nâu lục, trắng hơn ở bụng. Có một vệt đen trên lưng (dưới phần vây lưng mềm), cắt ngang bởi đường bên. Cá con có các vạch đen mờ ở hai bên lườn.
Số gai ở vây lưng: 10; Số tia vây ở vây lưng: 13–15; Số gai ở vây hậu môn: 3; Số tia vây ở vây hậu môn: 8; Số tia vây ở vây ngực: 16–17.

## Sinh học
Thức ăn của L. fuscescens có thể là các loài cá nhỏ hơn và động vật giáp xác.